# Маунт Плезант (Јужна Каролина)
Маунт Плезант (енгл. Mount Pleasant) град је у америчкој савезној држави Јужна Каролина.

## Демографија
По попису из 2010. године број становника је 67.843, што је 20.234 (42,5%) становника више него 2000. године.
| Група             | 2000.          | 2010.          |
| Белци             | 42.515 (89,3%) | 60.653 (89,4%) |
| Афроамериканци    | 3.453 (7,3%)   | 3.439 (5,1%)   |
| Азијати           | 562 (1,2%)     | 1.115 (1,6%)   |
| Хиспаноамериканци | 635 (1,3%)     | 1.850 (2,7%)   |
| Укупно            | 47.609         | 67.843         |